# 石橋貴明プレミアム
『石橋貴明プレミアム』（いしばしたかあきプレミアム）は、ABEMAが2018年8月19日より不定期で配信を開始した、とんねるずの石橋貴明によるバラエティ番組である。

## 番組概要
AbemaTV初登場の石橋貴明が「今インターネットテレビでやりたいこと」「地上波では許されないこと」への思いを壮大なスケールで実現させる番組。
その意図を石橋は「例えば、今の公園ってボール遊びをしてはいけない、サッカーボールを蹴ってはいけない」と地上波テレビを公園にたとえ、それでも遊びたい僕たちの新しい遊び場作りと表現している。
2019年現在まで特定のフォーマットはなく配信ごとに内容を変えている。中には過去の石橋の番組カラーをにおわす企画もあり、「手作りハンバーグの乱」に出演した石橋、矢口真里は「『うたばん』世代にはたまらない内容」と述べている。
2019年7月2日には初の生配信を行う。
2021年3月20日の第9弾「超人No.1決定戦 Supported byコミックシーモア」で初タイトルスポンサー。

## 出演者

### メイン
- 石橋貴明（とんねるず）

## 挿入歌
- #4 恋する沖縄48時間 ムーンビーチでタカさんチェック！ ・ #8 恋するシンデレラ！リゾート島でタカさんチェック
  - B Pressure『Freeze』、『そこに嘘はない』（エンディング曲）
  - サカナクション『忘れられないの』
  - Sonar Pocket（ソナーポケット）『大切な人へ』（書き下ろし曲）
- #7 芸能界超人No.1決定戦！
  - Ku-Wa de MOMPE『Stranger to the city』

## スタッフ
- ディレクター：石岡孝利、水上雄一朗、野村哲史、早川多祐
- 演出：鈴木ヤス
- プロデューサー：安西義裕、宮村明
- 制作協力：ガッツエンターテイメント
- 制作著作：ABEMA

### 過去のスタッフ
- プロデューサー：渡邊洋介[27]